# Sveriges Korsordsmakare
Sveriges Korsordsmakare, enligt logotypen Sveriges Korsordsmakare – Förbundet för svenska korsordskonstruktörer, är en branschorganisation bildad 2012. Dess ordförande är Åsa Bodell.

## Historik
Föreningen, den första i sitt slag, bildades den 26 maj 2012. Bildandet skedde efter att ett 70-tal konstruktörer av korsord ett par månader tidigare (17–18 mars 2012) samlats till ett konvent på Scandic Frimurarehotellet i Linköping. Vid konventet utsågs en interimsstyrelse.
Korsord är en populär fritidssysselsättning vars konstruktion sysselsätter något hundratal svenskar. Inför konventet i Linköping läste initiativtagaren Ulf Hyltén-Cavallius igenom dagstidningar och tidskrifter och fann till slut 130 namn på konstruktörer av korsord. Hyltén-Cavallius lyckades få kontakt med 105 av dem, och av dessa anmälde sig 77 stycken till mötet i Linköping, där bland annat en styrelseledamot från Svenska Journalistförbundet föreläste om hur frilansande journalister organiserade sig. Vid Linköpingsmötet valdes sedan en interimsstyrelse som bland annat sattes att utarbeta stadgar.
Bildandet skedde mot bakgrund av att bland andra Ulf Hyltén-Cavallius upplevde att ersättningen till korsordsmakare var på nedgång, trots korsordets ökande popularitet i Sverige. Ersättningen skulle också bero på hur populär en viss konstruktör är – ett korsord kan enligt Hyltén-Cavallius betalas med mellan 650 och 5 500 kronor.
Hyltén-Cavallius hade själv arbetat som korsordsmakare på heltid i 16-17 års tid och insåg för något år sedan att yrkeskåren var helt oorganiserad, att var och en suttit på sin kammare och arbetat, utan kontakt med någon annan i branschen. Den isoleringen innebar också att konstruktörerna inte kunnat hålla priserna uppe. De stora köparna Europa Press och Bulls Press sluter ofta avtal där de säljer korsorden vidare till landsortstidningar, där ersättningen av olika anledningar (se syndikering) ofta blir låg.

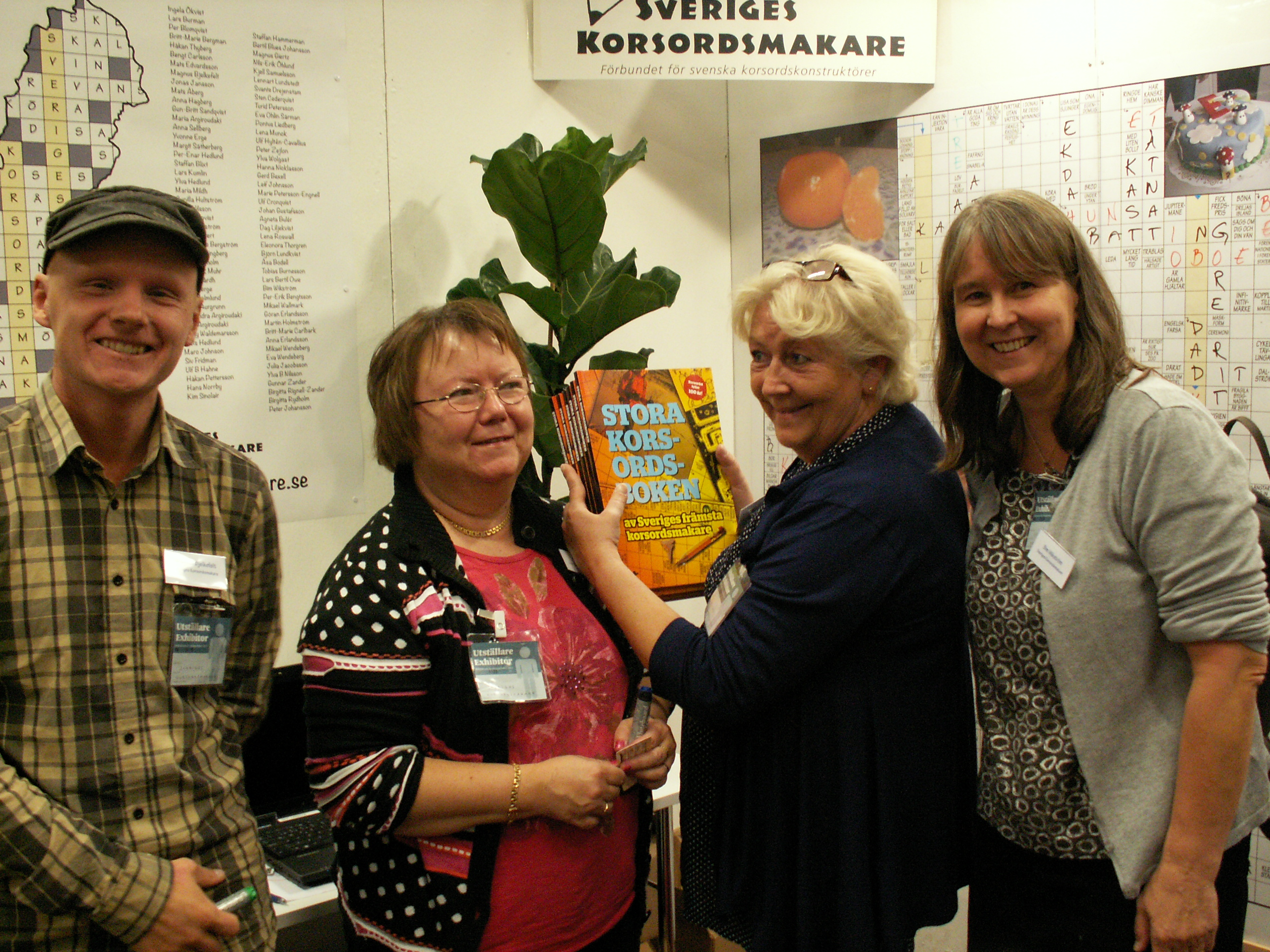
Magnus Bjelkefelt, Gerd Bexell, Siv Fridman och Bim Wikström stod i Sveriges Korsordsmakares monter på bokmässan i Göteborg 2013.

## Medlemsspridning
Enligt föreningens egen webbplats har man 93 medlemmar (april 2015). Den geografiska spridningen bland medlemmarna är i Sverige från Luleå i norr till Malmö-området i söder. Dessutom är en handfull medlemmar bosatta i utlandet. Knappt hälften av medlemmarna har bas i någon av de tre storstadsregionerna, men det finns även relativt många i Småland och södra Mellansverige.

## Stadgar
Sveriges Korsordsmakare (SK) är enligt stadgarna ett religiöst och politiskt obundet förbund vars syfte är att arbeta för att främja och försvara Sveriges yrkesverksamma korsordsmakares intressen och villkor på arbetsmarknaden. Förbundet ska sätta upp rekommendationer för ersättningsnivåer för såväl nyproducerat material som för återpubliceringar samt tillhandahålla kontraktsmallar. Därtill ska organisationen befrämja spridandet av yrkeskunskap och kvalitetstänkande inom den egna yrkeskåren, samt främja utbyte av tankar och erfarenheter till gagn för förbundets medlemmar om korsordet som sådant.[källa behövs]

## Ordförande
Vid förbundets årsmöte 2023 återvaldes Åsa Bodell till ordförande.